# Elecciones provinciales de la Guinea Española de 1960
En 1960 se celebraron en la Guinea Española elecciones indirectas provinciales. Tuvieron lugar el 5 de junio, con algunas municipalidades siendo elegidas por corporaciones el 12 de junio. Posteriormente se eligieron dos diputaciones provinciales (una en Fernando Poo y otra en Río Muni) el 28 de agosto.

## Antecedentes
La Guinea Española fue transformada de una colonia a una provincia el 30 de julio de 1959. Una ley electoral fue aprobada el 7 de abril de 1960, creando dos diputaciones provinciales: la Diputación Provincial de Fernando Poo y la Diputación Provincial de Río Muni.

## Sistema electoral
Los miembros de las Diputaciones fueron elegidos mediante dos métodos: la mitad fueron elegidos por consejos locales y la otra mitad por corporaciones.
La Diputación Provincial de Fernando Poo tenía ocho miembros (cuatro elegidos por concejos y cuatro por corporaciones), mientras que la Diputación Provincial de Río Muni tenía diez miembros (cinco elegidos por consejos y cinco por corporaciones).

## Resultados
Las elecciones de los consejos locales se llevaron a cabo el 5 de junio, y se presentaron un total de 248 candidatos para cubrir los 207 escaños disponibles en 58 municipios; 44 en Río Muni y 14 en Fernando Poo. La participación electoral fue de un 100 % en Sevilla de Niefang y de un 88 % en Santa Isabel. El 12 de junio los 30 municipios restantes (28 en Fernando Poo y 2 en Río Muni) fueron elegidos exclusivamente por corporaciones. La última etapa de las elecciones tuvo lugar el 28 de agosto, cuando los consejos locales eligieron a la mitad de los miembros de cada una de las diputaciones y las corporaciones la mitad restante.
Tiempo después, una vez constituidas las diputaciones, se llevaron a cabo elecciones indirectas a las Cortes franquistas.